# Majestic (schip, 1914)
De RMS Majestic was een Duits en later Brits schip. Het werd te water gelaten op 20 juni 1914 als SS Bismarck en was het grootste schip ter wereld tot 1935, toen de SS Normandie deze titel overnam.

## Geschiedenis
In 1912 werd het schip besteld door de Hamburg-America Line. Het werd gebouwd door het bedrijf Blohm & Voss in Hamburg, Duitsland. Het werd vlak voor het uitbreken van de Eerste Wereldoorlog te water gelaten. De oorlog had veel gevolgen voor het schip, het bleef in de haven liggen tot de oorlog afgelopen was.
De SS Bismarck werd in februari 1922 overgedragen aan de White Star Line als compensatie voor een van haar in de oorlog gezonken passagiersschepen, de HMHS Britannic. De schoorsteenpijpen van het schip werden geverfd in de kleur van de schepen van de White Star Line en de Bismarck werd omgedoopt tot de RMS Majestic.
In 1937 werd het schip overgedragen aan de Britse Admiraliteit. Het zou worden gebruikt als opleidings- en logementschip. Tijdens het verbouwen van het schip in een haven in Schotland brak er op 29 september 1939 brand uit. Het schip zonk maar werd medio 1943 gelicht en gesloopt.

## Naslagwerk
- (en)  RMS Majestic: The ‘Magic Stick.’. Auteur: Mark Chirnside, uitgever: Tempus Publishing (2006), 96 p. ISBN number: 0752438778